# Sphecodopsis carolinae
Sphecodopsis carolinae är en biart som beskrevs av Constance Margaret Eardley 2007. Sphecodopsis carolinae ingår i släktet Sphecodopsis och familjen långtungebin. Inga underarter finns listade i Catalogue of Life.